# 塞法斯·马莱莱
塞法斯·马莱莱（Cephas Malele，1994年1月8日—）是安哥拉出生的瑞士的職業足球運動員，司職前鋒，2023年至2024年間效力于中国足球超级联赛的上海申花俱乐部。2025年又加入大連英博。
在苏黎世二队加入成年队后，他随后代表意大利、葡萄牙、罗马尼亚、沙特阿拉伯和中国的球队出场。
马莱莱出生于安哥拉，曾代表瑞士参加U16、U17、U18和U19的国际比赛。